# Ljubica Ivošević Dimitrov
Ljubica Ivošević Dimitrov cyr. Љубица Ивошевић-Димитров, bułg. Люба Ивошевич-Димитрова (ur. 17 lipca 1884 we wsi Saranovo, okręg szumadyjski, zm. 27 maja 1933 w Moskwie) – serbska poetka i dziennikarka, działaczka komunistyczna, żona Georgi Dimitrowa.

## Życiorys
Była najmłodszą córką Milovana i Milicy Ivošević. Po ukończeniu szkoły, w wieku 16 lat wraz z bratem wyjechała do Smederevskiej Palanki, gdzie pracowała w zakładach tekstylnych i działała w związkach zawodowych. W 1900 przeniosła się do Belgradu, zatrudniając się w sklepie z odzieżą. Od 1901 działała w Belgradzkim Związku Robotników, występując w chórze i na scenie teatralnej. 9 marca 1902 w czasopiśmie Радничкe новини ukazał się jej debiutancki utwór Напред. W 1902 wyjechała do Bułgarii, gdzie wstąpiła do Bułgarskiej Robotniczej Partii Socjaldemokratycznej. Poznała tam socjalistę Michaiła Kantardżewa, którego wkrótce poślubiła i z którym rozwiodła się w 1903. W tym samym roku w Sliwenie poznała działacza socjalistycznego i związkowego Georgi Dimitrowa. W 1904 wyjechali razem do Sofii, gdzie Ljubica pracowała jako kierowniczka sklepu z odzieżą. W tym czasie publikowała swoje pierwsze utwory w prasie lewicowej. W latach 1909–1912 wydawała czasopismo Шивашки работник (Szwaczka). W czasie pobytu w Wiedniu uczyła języka niemieckiego Dimitrowa. Od 1914 członkini Komitetu Kobiet, działającego w ramach Bułgarskiej Robotniczej Partii Socjaldemokratycznej. W 1920 reprezentowała Bułgarską Partię Komunistyczną na kongresie jugosłowiańskich komunistów w Belgradzie.
Po upadku powstania wrześniowego w Bułgarii w 1923 wyemigrowała wraz z mężem do Wiednia, a następnie do Moskwy. W Moskwie mieszkała w Hotelu Lux, gdzie zakwaterowani byli działacze Międzynarodówki Komunistycznej. Cierpiała z powodu depresji spowodowanej ciągłą nieobecnością męża. Od 1927 leczyła się w klinice psychiatrycznej. Po krótkim pobycie w Berlinie wraz z mężem, w 1931 powróciła do Moskwy. Jej stan zdrowia gwałtownie się pogorszył po aresztowaniu w Berlinie Georgi Dimitrowa, którego oskarżono o podpalenie Reichstagu. 27 maja 1933 popełniła samobójstwo skacząc z trzeciego piętra hotelu w Moskwie. Pochowana w kolumbarium na Cmentarzu Nowodziewiczym w Moskwie.
Pozostawiła po sobie kilkadziesiąt wierszy i dwa krótkie opowiadania opublikowane w Bułgarii.